# Michael Kimmel
Michael Kimmel (Brooklyn, 26 de febrero de 1951) es un sociólogo estadounidense especializado en estudios de género. Actualmente trabaja como docente en la Stony Brook University de Nueva York. Es fundador y editor de la revista académica Men and Masculinities. Es el portavoz de la Asociación Nacional de Hombres contra el Sexismo (National Organization for Men Against Sexism). En 2013 creó el Centro para el Estudio del Hombre y las Masculinidades, adscrito a la Stony Brook University, donde actualmente ocupa el cargo de director ejecutivo.

## Formación
De ascendencia y educación judía, Kimmel se licenció en 1972 en el Vassar College. En 1974 obtuvo un máster por la Brown University. Finalmente, se doctoró en 1981 en Berkeley, con un trabajo sobre oposiciones políticas en la Francia e Inglaterra del siglo XVII. Antes de quedar ligado a la Universidad de Stony Brook, en 1987, trabajó como profesor asistente de sociología en la Rutgers University, entre los años 1982 y 1986. Entre 1992 y 1994 fue también profesor visitante en su alma mater, la Universidad de Berkeley.

## Especialidad
Kimmel es considerado como una de las figuras clave a nivel mundial en estudios sobre la masculinidad. Su bibliografía es extensa, tanto a nivel académico como divulgativo. Entre sus grandes obras en cuanto a reconocimiento y repercusión, se encuentra Guyland: the perilous world where boys become men (2008), donde analiza la transición masculina de la juventud a la adultez a través de entrevistas a más de 400 jóvenes de entre 16 y 26 años.
Sin embargo, su trabajo más importante hasta la fecha ha sido Angry White Men, que escribió originalmente en 2013, y muchos consideran como premonitorio de la era Trump. En él analiza el fenómeno del auge de cierto nacionalismo populista desde una perspectiva de género y raza, donde la masculinidad tradicional está en crisis y se rebela en contra de la pérdida de privilegios. Tras la inesperada victoria de Trump, Kimmel actualizó la edición en 2017, añadiéndole un nuevo prólogo en el que desarrollaba su idea a posteriori.

## Acusaciones de acoso sexual y jubilación
Justo antes de recibir el Premio Jessie Bernard de la Asociación Sociológica Estadounidense en 2018, Kimmel fue acusado de acoso sexual. Poco después, el periódico "Chronicle of Higher Education" publicó un artículo que describía las acusaciones, incluidas las de una ex estudiante de posgrado que describió que Kimmel sugirió haber tenido relaciones sexuales seis semanas después de comenzar su curso de posgrado y más tarde en su carrera. El artículo del Chronicle también incluyó una declaración de Kimmel, proporcionada por la Asociación Americana de Sociología, en la que retrasó la recepción del premio, dando a sus acusadores seis meses para presentar una queja ante el Comité de Ética Profesional de la Asociación Americana de Sociología. Kimmel solicitó su jubilación mientras los cargos de una investigación del Título IX estaban pendientes. Nunca se presentaron cargos del Título IX. Desde entonces, uno de sus antiguos estudiantes de posgrado lo acusó de usar un lenguaje anticuado para describir a la comunidad trans, hablar de pornografía en entornos laborales y asignar tareas no laborales a sus alumnos.